# Kora z Lyonu
Kora z Lyonu – starożytna grecka rzeźba marmurowa w typie kory, datowana na około 540 p.n.e. Podzielona jest obecnie na dwie części. Górna znajduje się w zbiorach Musée des Beaux-Arts de Lyon. Dolna część oraz lewe ramię przechowywane są  natomiast w Muzeum Akropolu w Atenach. Część posągu od kolan w dół nie zachowała się.
Górna część posągu odnotowana jest po raz pierwszy w 1719 roku. Znajdowała się wówczas w Marsylii, najprawdopodobniej przywieziona z Grecji przez jakiegoś arystokratę wracającego z Grand Tour. Dolną część odnaleziono podczas prac wykopaliskowych na ateńskim Akropolu w latach 80. XIX wieku. W 1935 roku archeolog Humfry Payne zidentyfikował je jako dwa fragmenty jednego posągu.
Rzeźba przedstawia postać kobiecą o masywnej budowie, z szerokimi ramionami, ubraną w chiton i ukośny himation odsłaniający jedno ramię. Starannie ułożone na czole włosy opadają po obu stronach głowy w trzech długich lokach niemal do pasa. Kobieta nosi polos ozdobiony motywami lotosu i palmety, w uszach zaś ma kolczyki. Lewą rękę opuszcza swobodnie wzdłuż ciała, natomiast na prawej, przyciśniętej do piersi, siedzi gołąb – dar ofiarny dla bogów.